# Championnats d'Afrique de boxe amateur 2015
Navigation
Édition précédente Édition suivante
La 17e édition des championnats d'Afrique de boxe amateur s'est déroulée à Casablanca, au Maroc, du 17 au 24 août 2015. 

## Résultats

### Podiums
| Catégories                  | Or                    | Argent              | Bronze                                   |
| Poids mi-mouches (-49 kg)   | Imad Ahyoun           | Sulemanu Tetteh     | Fazil Juma Kaggwa Tefo Rammupudu         |
| Poids mouches (-52 kg)      | Mohamed Flissi        | Achraf Kharroubi    | Montassar Bouali Annang Ampiah           |
| Poids coqs (-56 kg)         | Mohamed Hamout        | Bilel Mhamdi        | Khalil Litim Rogers Semitala             |
| Poids légers (-60 kg)       | Reda Benbaziz         | Abdelaal mahmoud    | Hassan Abdul Asuni Ahmed Mejri           |
| Poids super-légers (-64 kg) | Abdelkader Chadi      | Abdelhak Aatakni    | Kagiso Bagwasi Richarno Colin            |
| Poids welters (-69 kg)      | Mohamed Rabii         | Said Mohamed Seddik | Lawson Rahman Musa Mohamed Amine Meskini |
| Poids moyens (-75 kg)       | Houssam Abdin         | Chikanda Zibani     | Yahia El-Mekachari John Koudeha          |
| Poids mi-lourds (-81 kg)    | Abdelhafid Benchabla  | Salah Orabi         | Hassan Saada Thabang Motsewabeng         |
| Poids lourds (-91 kg)       | Abdeljalil Abouhamada | Chouaib Bouloudinat | David Akankolim Willy Kyakonye           |
| Poids super-lourds (+91 kg) | Mohamed Arjaoui       | Mohamed Grimes      | Keddy Agnes Mike Sekadembe               |

### Tableau des médailles
| Place | Pays              | Médaille d'or, monde | Médaille d'argent, monde | Médaille de bronze, monde | Total |
| ----- | ----------------- | -------------------- | ------------------------ | ------------------------- | ----- |
| 1     | Maroc             | 5                    | 2                        | 1                         | 8     |
| 2     | Algérie           | 4                    | 2                        | 1                         | 7     |
| 3     | Égypte            | 1                    | 3                        | 0                         | 4     |
| 4     | Tunisie           | 0                    | 1                        | 4                         | 5     |
| 5     | Ghana             | 0                    | 1                        | 3                         | 4     |
| 5     | Botswana          | 0                    | 1                        | 3                         | 4     |
| 7     | Ouganda           | 0                    | 0                        | 5                         | 5     |
| 8     | Maurice           | 0                    | 0                        | 1                         | 1     |
| 8     | Seychelles        | 0                    | 0                        | 1                         | 1     |
| 8     | Togo              | 0                    | 0                        | 1                         | 1     |
| Total | 10 pays médaillés | 10                   | 10                       | 20                        | 40    |